# Døde i 1995
Døde i 1995   er en liste over notable personer, der er afgået ved døden i 1995  . 

## Januar
|  |

- 3. januar – Martha Christensen, dansk forfatter (født 1926).
- 7. januar – Murray Rothbard, amerikansk økonom (født 1926).
- 9. januar – Peter Cook, engelsk komiker, satiriker og forfatter (født 1937).
- 31. januar – George Abbott, amerikansk dramatiker (født 1887).

## Februar
|  |

- 2. februar – Fred Perry, engelsk tennisspiller (født 1909).
- 2. februar – Donald Pleasence, engelsk skuespiller (født 1919).
- 4. februar – Patricia Highsmith, amerikansk forfatter (født 1921).
- 8. februar – Svend Saaby, dansk korleder og dirigent (født 1910).
- 12. februar – Astrid Villaume, dansk skuespillerinde (født 1923).
- 19. februar – Steen Rønne, dansk filmfotograf og instrutør (født 1937).
- 21. februar – Bjarne Henning-Jensen, dansk filminstruktør (født 1908).
- 21. februar – Morian Hansen, dansk racerkører og pilot (født 1905).

## Marts
|  |

- 12. marts – Mogens Voltelen, dansk arkitekt (født 1908).
- 16. marts – Henry Stryhn, dansk fabrikant og grundlægger (født 1907).
- 28. marts – Mogens Ellegaard, dansk accordeonspiller (født 1935).
- 31. marts – Max Brüel, dansk arkitekt og jazzmusiker (født 1927).
- 31. marts – Selena, mexicansk-amerikansk sanger (født 1971).

## April
| - Ginger Rogers |

- 14. april – Burl Ives, amerikansk sanger (født 1909).
- 19. april – Tony Rodian, dansk skuespiller (født 1931).
- 25. april – Ginger Rogers, amerikansk danser og skuespillerinde (født 1911).
- 27. april – Zita Boye-Møller, dansk programvært (født 1944).

## Maj
| - Harold Wilson |

- 5. maj – Mikhail Botvinnik, russisk skakspiller (født 1911).
- 9. maj – Jeanne Darville, dansk skuespillerinde (født 1923).
- 24. maj – Harold Wilson, engelsk premierminister (født 1916).
- 28. maj – Henning Kronstam, kgl. dansk balletchef og solodanser (født 1934).

## Juni
| - Lana Turner |

- 3. juni – Arne Stæhr Johansen, dansk politiker og borgmester (født 1907).
- 12. juni – Arturo Benedetti Michelangeli, italiensk pianist (født 1920).
- 15. juni – Preben Lerdorff Rye, dansk skuespiller (født 1917).
- 23. juni – Jonas Salk, amerikansk medicinsk forsker (født 1914).
- 25. juni – Erik Kjersgaard, dansk historiker (født 1931).
- 25. juni – Knud Christensen, dansk forbundsformand (født 1927).
- 29. juni – Lana Turner, amerikansk skuespillerinde (født 1921).

## Juli
| - Eva Gabor |

- 2. juli – Dan Sterup-Hansen, dansk maler og grafiker (født 1918).
- 4. juli – Eva Gabor, ungarsk-amerikansk skuespiller (født 1919).
- 4. juli - Bob Ross, amerikansk kunstner og tv-vært (født 1942).
- 5. juli – Jytte Breuning, dansk skuespiller (født 1928).
- 13. juli – Godtfred Kirk Christiansen, dansk fabrikant (født 1920).
- 13. juli – Ingvar Blicher-Hansen, dansk direktør (født 1911).
- 17. juli – Juan Manuel Fangio, argentinsk racerkører (født 1911).
- 27. juli – Miklós Rózsa, ungarsk-amerikansk komponist (født 1907).

## August
|  |

- 2. august – Eva Gredal, dansk politiker (født 1927).
- 3. august – Ida Lupino, britisk skuespiller og instruktør (født 1914).
- 9. august – Jerry Garcia, amerikansk musiker (født 1942).
- 11. august – Alonzo Church, amerikansk matematiker (født 1903).
- 15. august – Karin Monk, dansk operasanger og sangpædagog (født 1903).
- 18. august – Knud Holst, dansk forfatter (født 1936).
- 19. august – Pierre Schaeffer, fransk komponist (født 1910).
- 19. august – Karl Krøyer, dansk opfinder (født 1914).
- 20. august – Hugo Pratt, italiensk tegneserieskaber (født 1925).
- 21. august – Guri Richter, dansk skuespiller (født 1917).
- 21. august – Henning Høirup, dansk biskop (født 1909).
- 21. august – Subrahmanyan Chandrasekhar, indisk-amerikansk astrofysiker og nobelprismodtager (født 1910).
- 23. august – Lene Bro, dansk politiker (født 1936).
- 23. august – Alfred Eisenstaedt, tysk-amerikansk fotograf og fotojournalist (født 1898).
- 29. august – Michael Ende, tysk forfatter (født 1929).

## September
|  |

- 8. september – Erich Kunz, østrigsk kammersanger og baryton (født 1909).
- 15. september – Gunnar Nordahl, svensk fodboldspiller (født 1921).
- 19. september – Avi Sagild, dansk skuespiller (født 1933).
- 24. september – Meïr Stein, dansk kunsthistoriker (født 1920).
- 27. september – Hermann Zobel, dansk forsikringsdirektør (født 1908).
- 30. september – Ingolf L. Nielsen, dansk direktør og grundlægger (født 1925).

## Oktober
| - Alec Douglas-Home |

- 2. oktober – Carl Scharnberg, dansk forfatter (født 1930).
- 4. oktober – Else Brems, kgl. dansk operasanger (født 1908).
- 9. oktober – Alec Douglas-Home, britisk premierminister (født 1903).
- 22. oktober – Kingsley Amis, engelsk forfatter (født 1922).
- 26. oktober – Wilhelm Freddie, dansk maler og grafiker (født 1909).

## November
| - Yitzhak Rabin |

- 4. november – Yitzhak Rabin, israelsk ministerpræsident og nobelprismodtager (født 1922) – myrdet.
- 5. november – Grete Hækkerup, dansk politiker (født 1914).
- 5. november – Virtus Schade, dansk forfatter (født 1935).
- 15. november – Karen Berg, dansk skuespillerinde (født 1906).
- 23. november – Louis Malle, fransk filminstruktør (født 1932).

## December
| - Dean Martin |

- 2. december – Robertson Davies, canadisk forfatter (født 1913).
- 12. december – Arveprinsesse Caroline-Mathilde, dansk arveprinsesse (født 1912).
- 16. december – Niels Møller, dansk operasanger (født 1922).
- 17. december – Finn Gerdes, dansk forfatter og maler (født 1914).
- 18. december – Konrad Zuse, tysk ingeniør og opfinder (født 1910).
- 25. december – Dean Martin, amerikansk skuespiller (født 1917).
- 25. december – Emmanuel Levinas, fransk filosof og Talmud-tolker (født 1906).